# Odkładnica

Korpus płużny pługa konnego: 6-lemiesz, 7-odkładnica

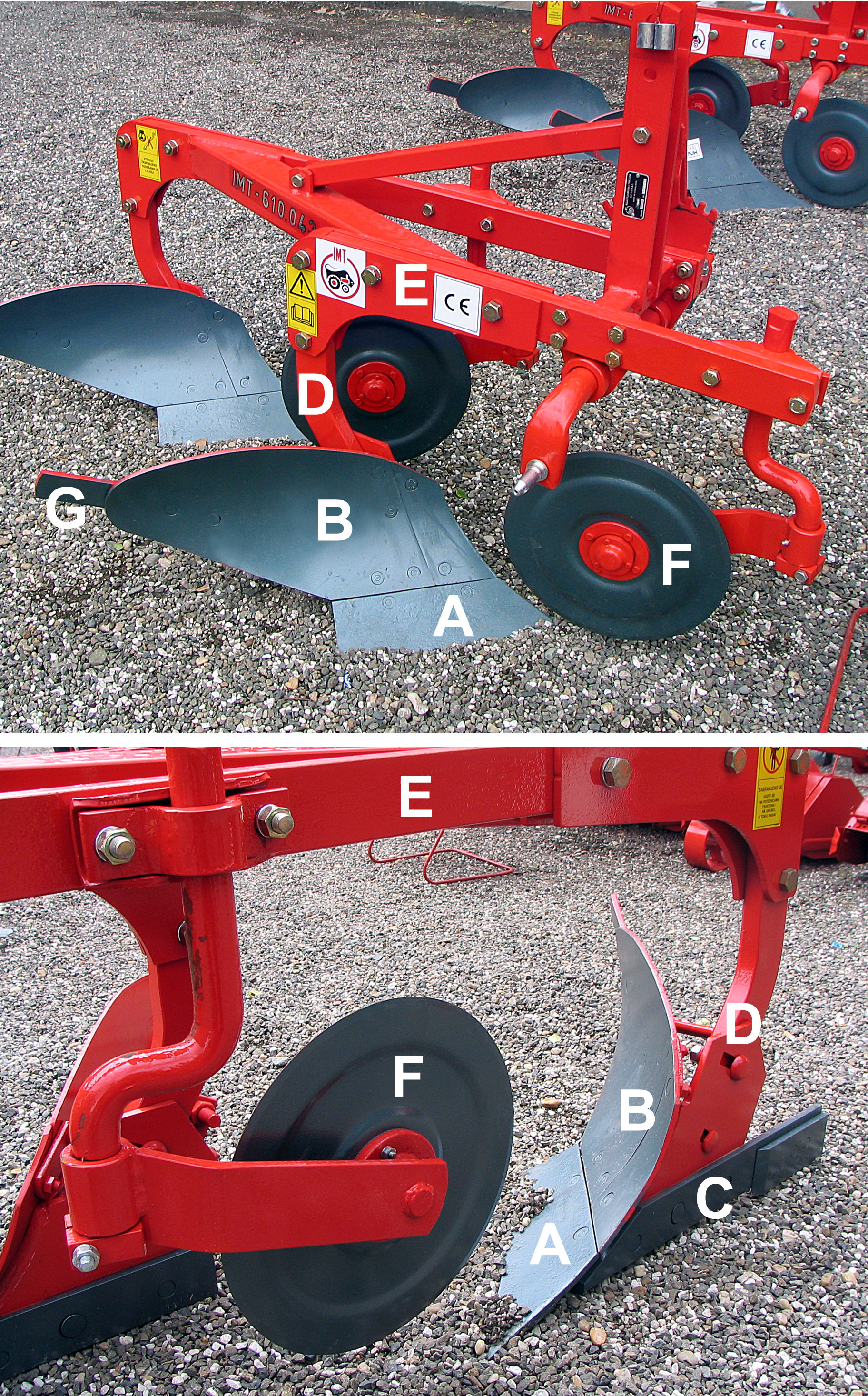
B – odkładnica

Odkładnica – część korpusu płużnego służąca do odwracania i odkładania skib podciętych przez lemiesz do poprzednio wyoranej bruzdy z jednoczesnym kruszeniem i mieszaniem gleby.
Odkładnica składa się z piersi i skrzydła. Elementem odkładnicy, który odcina skibę od ściany bruzdy, jest krawędź odcinająca.
Odkładnice wykonywane są z blachy ze stali węglowej lub węglowo-manganowej, a także z blachy trójwarstwowej (pancernej). W przypadku orek płytkich, średnich i głębokich grubość odkładnic powinna wynosiś 6–8 mm, zaś bardzo głębokich – najczęściej 10 mm.
Dół odkładnicy połączony jest za pomocą słupicy z lemieszem, tworząc z nim jednolitą powierzchnię roboczą. Przed odkładnicą, w jej górnej części, może zostać przykręcony ścinacz listwowy, odcinający górną część skiby i wrzucający ją na dno bruzdy w celu lepszego przyorania. Nad odkładnicą może zostać umieszczony zgarniacz, który zgarnia z powierzchni pola do bruzdy resztki pożniwne.

## Rodzaje odkładnic

### Podstawowe rodzaje odkładnic
- cylindryczna, stanowiąca wycinek powierzchni cylindra o osi ustawionej pod dość dużym kątem w stosunku do kierunku ruchu pługa, dobrze krusząca i mieszająca skibę, lecz słabo odwracająca ją; nadaje się na gleby lekkie[1]
- kulturalna (cylindroidalna) o dolnej części wygiętej cylindrycznie, a górnej śrubowato ku przodowi, dostatecznie krusząca skibę i ją odwracająca; stosowana na glebach kulturalnych, zwłaszcza do orek siewnych[1]
- półśrubowa, mająca górną część wydłużoną i bardziej śrubowato wygiętą niż kulturalna, dzięki czemu lepiej odwraca skibę, lecz gorzej ją kruszy; nadaje się do orki różnych gleb, w tym także poprzerastanych korzeniami roślin[1]
- śrubowa, jeszcze bardziej wydłużona i skręcona niż półśrubowa, dzięki czemu obraca skibę prawie o 180 stopni; służy do zaorywania głównie gleb zadarnionych, np. łąk[1]
- pasmowa, utworzona z płaskowników odpowiednio wygiętych i połączonych z korpusem płużnym, z reguły w sposób rozłączny; ze względu na małą podatność na zapychanie się stosowana jest do orek na glebach ciężkich i torfowych.
- ażurowa, w której wycięto szczeliny; zastosowanie podobne do pasmowej[1]
- romboidalna, kształtem zbliżona do cylindrycznej, lecz o nieco innej budowie korpusu, umożliwiająca skrawanie narożnika calizny, przez co powiększa się przekrój bruzdy, a to z kolei sprawia, że ugniatanie kołami ciągnika odłożonej skiby jest mniejsze[1]

### Rodzaje ze względu na kształt
Ze względu na kształt powierzchni roboczej odkładnice dzielą się na cztery podstawowe typy:
- cylindryczna
- cylindroidalna
- półśrubowa
- śrubowa[2]

### Rodzaje ze względu na zwartość
Pod względem zwartości powierzchni roboczej odkładnice dzielą się na:
- jednolite (powierzchnia zwarta bez wycięć)
- ażurowe (posiadające szczeliny), mogą mieć konstrukcję trwałą lub posiadać wymienne elementy[2]

### Rodzaje ze względu na stromość
Odkładnice można podzielić ze względu na tzw. stromość, czyli współczynnik wybiegu odkładnicy (odległość w poziomie między przodem odkładnicy, a jej najwyższym punktem) do jej wysokości:
- stroma – współczynnik 0,7–0,8; cylindryczna, rzadziej cylindroidalna
- normalna – współczynnik 0,8–1,0; cylindroidalna i półśrubowa
- leżąca – współczynnik 1,0–1,3 (rzadziej do 1,4); cylindroidalna, półśrubowa i śrubowa[2]